# Питијске игре
Питијске игре су панхеленске свечаности (друге по важности) које су се одржавале у част бога Аполона, на подножју Парнаса односно на стадиону или позоришту грчког светилишта и пророчишта Делфи у Грчкој.
У почетку су се одржавале сваких 8 година да би од 582. године п. н. е., када је управа над играма дата Делфској Амфиктионији, већу од дванаест грчких племена, прешле на сваке четири године и трајале су по три месеца, уместо 7 дана. На програму Питијских игара био је само један музички агон, а затим су на програму били гимнастички, песнички и логографски агони. 
Најважнији део свечаности био је тзв. питијски номос, врста музичке химне која је славила победу Аполона над змајем Питоном. Игре су завршавале жртвом Аполону. 
Победници агона награђивани су ловоровим венцем, а имали су и право да им се као и онима на олимпијским играма на стадиону подигне њихов кип на постољу са натписом. Учешће у спортским надметањима су сматрали врхунцем земаљске среће, јер ће победник бити предмет дивљења за живота и предмет слављења после смрти, тако да циљ надметања није било користољубље, него частољубље.
Археолошка ископавања у XIX веку, открила су тако неке натписе који говоре о победницима међу којима су и имена спортиста који су учествовали на играма. Тако се зна да је Фалон из Кротона двоструки победник из 480. п. н. е. у пентатлону (2 пута) и у трци на 1 стадиј (1 пут); Теоген из Таса V век п. н. е. победник је у песничењу (3 пута и др.).
Осим тога из ранохришћнске ере (IV век) сачувана су и имена три жене-сестре, чији су кипови стајали у Делфима. Биле су то тркачица Трифоза, возач кола Хедеја и Дионизија за коју се не зна дисциплина у којој се такмичила.
Као и већина других панхеленских игара и оне су укинуте око 4. века, учвршћивањем хришћанства на тим просторима. 